# Пасо Пинчера (Кјети)
Пасо Пинчера (итал. Passo Pincera) је насеље у Италији у округу Кјети, региону Абруцо.
Према процени из 2011. у насељу је живело 17 становника. Насеље се налази на надморској висини од 272 м.